# Jatilangkung
Jatilangkung is een bestuurslaag in het regentschap Mojokerto van de provincie Oost-Java, Indonesië. Jatilangkung telt 1424 inwoners (volkstelling 2010).